# ABC 1600
O ABC 1600 foi um computador pessoal multiusuário e multitarefa fabricado pela empresa sueca Luxor AB no início dos anos 1980. Foi a última tentativa da Luxor para reconquistar o mercado sueco, já dominado pelo IBM PC. Não mais de 500 unidades do mesmo foram produzidas.

## Descrição
O ABC 1600 era equipado com uma UCP Motorola 68008 de 16/32 bits, 1 MiB de RAM, um drive de 5" 1/4 (armazenando 640 KiB) e HD de 13 MiB. O monitor de vídeo possuía a curiosa particularidade de poder ser girado 90º (ou seja, podia ser utilizado tanto em "modo paisagem" como "retrato").
A máquina utilizava um sistema operacional próprio, o ABCenix.